# Маспужолс
Маспужо́лс (кат. Maspujols, вимова літературною каталанською [məspu'ʒołs]) — муніципалітет, розташований в Автономній області Каталонія, в Іспанії. Код муніципалітету за номенклатурою Інституту статистики Каталонії — 430810. Знаходиться у районі (кумарці) Баш-Камп (коди району — 08 та BC) провінції Таррагона, згідно з новою адміністративною реформою перебуватиме у складі баґарії (округи) Камп-да-Таррагона. Населення складає 856 мешканців (INE 2023).

## Історія
Муніципалітет вперше згадується в документі, через який у 1175 році король Арагону Альфонсо II зробив пожертву Беренгер д'Омсу територію, відому як Рокабруна. Саме там пізніше почався Маспужо́лс. У 1303 році згадується фермерський будинок Can Pujols, що належав муніципалітету Алейсара. Це було частиною графства Прадес з моменту його створення в 1324 році.
Він отримав адміністративну незалежність у 1625 році завдяки постанові герцогів Кардони, спадкоємців графів Прад.
У 1720 році в окрузі Маспухольс відбулося збройне зіткнення між військами Бурбонів і деякими волонтерами-ботифлерами та партизанами під командуванням Карраскле. Битву виграли королівські війська, які після перемоги розграбували місто.
У 1811 році відбулося нове пограбування, цього разу наполеонівськими військами за наказом генерала Макдональда.

## Культура
На території муніципалітету розташований парафіяльний костел присвячений Пресвятій Богородиці. І дверний отвір, і дзвіниця виконані в стилі бароко.
На околиці міста є скит, присвячений Сан-Антоніо. Він датується 18 століттям і був повністю відреставрований у 1963 році. Вважається, що на ньому була вежа, але не залишилося ніяких слідів, щоб підтвердити це.
Маспужо́лс святкує своє головне свято 15 серпня.
Місто має високий рівень асоціативної діяльності з дуже активними групами, такими як «Unió Esportiva Maspujols» (футбольний клуб), «Gegants y Grallers de Maspujols», «Centre Excursionista Maspujols», жіноча асоціація «La Dalia» або молодіжна група «Мілубіс».

## Населення
Населення міста (у 2007 р.) становить 542 особи (з них менше 14 років — 17,3 %, від 15 до 64 — 59,2 %, понад 65 років — 23,4 %). У 2006 р. народжуваність склала 2 особи, смертність — 3 особи, зареєстровано 1 шлюб. У 2001 р. активне населення становило 246 осіб, з них безробітних — 10 осіб.
Серед осіб, які проживали на території міста у 2001 р., 440 народилися в Каталонії (з них 378 осіб у тому самому районі, або кумарці), 41 особа приїхала з інших областей Іспанії, а 15 осіб приїхало з-за кордону.
Вищу освіту має 11,4 % усього населення.
У 2001 р. нараховувалося 180 домогосподарств (з них 22,2 % складалися з однієї особи, 25 % з двох осіб,21,7 % з 3 осіб, 21,7 % з 4 осіб, 6,7 % з 5 осіб, 1,7 % з 6 осіб, 0,6 % з 7 осіб, 0,6 % з 8 осіб і 0 % з 9 і більше осіб).
Активне населення міста у 2001 р. працювало у таких сферах діяльності: у сільському господарстві — 12,7 %, у промисловості — 19,9 %, на будівництві — 12,3 % і у сфері обслуговування — 55,1 %.
У муніципалітеті або у власному районі (кумарці) працює 94 особи, поза районом — 167 осіб.

### Безробіття
У 2007 р. нараховувалося 14 безробітних (у 2006 р. — 12 безробітних), з них чоловіки становили 50 %.

## Економіка

### Підприємства міста

#### Промислові підприємства
| \| Промислові підприємства міста, за сферою діяльності \| Промислові підприємства міста, за сферою діяльності \| Промислові підприємства міста, за сферою діяльності \| \| Рік \| 2002 р. \| 2001 р. \| \| --------------------------------------------------- \| --------------------------------------------------- \| --------------------------------------------------- \| \| Енергетичні та водні ресурси \| 0 % \| 0 % \| \| Хімія та метали \| 0 % \| 0 % \| \| Переробка металів \| 33,3 % \| 33,3 % \| \| Продукти харчування \| 0 % \| 0 % \| \| Текстиль \| 50 % \| 50 % \| \| Виробництво меблів, видання \| 16,7 % \| 16,7 % \| \| Інше \| 0 % \| 0 % \| \| Усього підприємств \| 6 \| 6 \| |         |         |
| Промислові підприємства міста, за сферою діяльності |         |         |
| Рік | 2002 р. | 2001 р. |
| Енергетичні та водні ресурси | 0 %     | 0 %     |
| Хімія та метали | 0 %     | 0 %     |
| Переробка металів | 33,3 %  | 33,3 %  |
| Продукти харчування | 0 %     | 0 %     |
| Текстиль | 50 %    | 50 %    |
| Виробництво меблів, видання | 16,7 %  | 16,7 %  |
| Інше | 0 %     | 0 %     |
| Усього підприємств | 6       | 6       |

#### Роздрібна торгівля
| \| Підприємства роздрібної торгівлі міста, за сферою діяльності \| Підприємства роздрібної торгівлі міста, за сферою діяльності \| Підприємства роздрібної торгівлі міста, за сферою діяльності \| \| Рік \| 2002 р. \| 2001 р. \| \| ------------------------------------------------------------ \| ------------------------------------------------------------ \| ------------------------------------------------------------ \| \| Продукти харчування \| 50 % \| 50 % \| \| Одяг та взуття \| 0 % \| 0 % \| \| Товари для дому \| 0 % \| 0 % \| \| Книги та періодичні видання \| 0 % \| 0 % \| \| Промислова хімічна продукція \| 50 % \| 50 % \| \| Продукція, пов'язана з транспортними засобами \| 0 % \| 0 % \| \| Інше \| 0 % \| 0 % \| \| Усього підприємств \| 2 \| 2 \| |         |         |
| Підприємства роздрібної торгівлі міста, за сферою діяльності |         |         |
| Рік | 2002 р. | 2001 р. |
| Продукти харчування | 50 %    | 50 %    |
| Одяг та взуття | 0 %     | 0 %     |
| Товари для дому | 0 %     | 0 %     |
| Книги та періодичні видання | 0 %     | 0 %     |
| Промислова хімічна продукція | 50 %    | 50 %    |
| Продукція, пов'язана з транспортними засобами | 0 %     | 0 %     |
| Інше | 0 %     | 0 %     |
| Усього підприємств | 2       | 2       |

#### Сфера послуг
| \| Підприємства міста, що працюють у сфері послуг, за діяльністю \| Підприємства міста, що працюють у сфері послуг, за діяльністю \| Підприємства міста, що працюють у сфері послуг, за діяльністю \| \| Рік \| 2002 р. \| 2001 р. \| \| ------------------------------------------------------------- \| ------------------------------------------------------------- \| ------------------------------------------------------------- \| \| Гуртова торгівля \| 6,7 % \| 6,7 % \| \| Готелі та готельний бізнес \| 20 % \| 20 % \| \| Транспорт та зв'язок \| 6,7 % \| 6,7 % \| \| Посередницькі фінансові послуги \| 13,3 % \| 13,3 % \| \| Послуги підприємствам \| 13,3 % \| 13,3 % \| \| Послуги фізичним особам \| 33,3 % \| 33,3 % \| \| Нерухомість та ін. \| 6,7 % \| 6,7 % \| \| Усього підприємств \| 15 \| 15 \| |         |         |
| Підприємства міста, що працюють у сфері послуг, за діяльністю |         |         |
| Рік | 2002 р. | 2001 р. |
| Гуртова торгівля | 6,7 %   | 6,7 %   |
| Готелі та готельний бізнес | 20 %    | 20 %    |
| Транспорт та зв'язок | 6,7 %   | 6,7 %   |
| Посередницькі фінансові послуги | 13,3 %  | 13,3 %  |
| Послуги підприємствам | 13,3 %  | 13,3 %  |
| Послуги фізичним особам | 33,3 %  | 33,3 %  |
| Нерухомість та ін. | 6,7 %   | 6,7 %   |
| Усього підприємств | 15      | 15      |

## Житловий фонд
У 2001 р. 6,7 % усіх родин (домогосподарств) мали житло метражем до 59 м2, 23,9 % — від 60 до 89 м2, 37,2 % — від 90 до 119 м2 і
32,2 % — понад 120 м2.
З усіх будівель у 2001 р. 52,5 % було одноповерховими, 30,8 % — двоповерховими, 16,7 % — триповерховими і жодного з чотирма та більше поверхами.

## Автопарк
| \| Автомобілі, зареєстровані у місті, за призначенням \| Автомобілі, зареєстровані у місті, за призначенням \| Автомобілі, зареєстровані у місті, за призначенням \| \| Рік \| 2006 р. \| 2005 р. \| \| -------------------------------------------------- \| -------------------------------------------------- \| -------------------------------------------------- \| \| Приватні автомобілі \| 62,9 % \| 64 % \| \| Мотоцикли \| 10,7 % \| 10,1 % \| \| Вантажівки \| 25,2 % \| 24,9 % \| \| Трактори \| 0 % \| 0 % \| \| Автобуси та ін. \| 1,2 % \| 1 % \| \| Усього автомобілів \| 412 шт. \| 386 шт. \| |         |         |
| Автомобілі, зареєстровані у місті, за призначенням |         |         |
| Рік | 2006 р. | 2005 р. |
| Приватні автомобілі | 62,9 %  | 64 %    |
| Мотоцикли | 10,7 %  | 10,1 %  |
| Вантажівки | 25,2 %  | 24,9 %  |
| Трактори | 0 %     | 0 %     |
| Автобуси та ін. | 1,2 %   | 1 %     |
| Усього автомобілів | 412 шт. | 386 шт. |

## Вживання каталанської мови
У 2001 р. каталанську мову у місті розуміли 100 % усього населення (у 1996 р. — 99,8 %), вміли говорити нею 94,2 % (у 1996 р. — 96,5 %), вміли читати 89,5 % (у 1996 р. — 93,6 %), вміли писати 62,1 % (у 1996 р. — 60,5 %). Не розуміли каталанської мови 0 %.

## Політичні уподобання
У виборах до Парламенту Каталонії у 2006 р. взяло участь 310 осіб (у 2003 р. — 333 особи). Голоси за політичні сили розподілилися таким чином:
| \| Вибори до Парламенту Каталонії \| Вибори до Парламенту Каталонії \| Вибори до Парламенту Каталонії \| \| Рік \| 2006 р. \| 2003 р. \| \| -------------------------------------- \| ------------------------------ \| ------------------------------ \| \| Конвергенція та Єднання (CiU) \| 48,1 % \| 48,9 % \| \| Соціалістична партія Каталонії (PSC) \| 11,6 % \| 10,2 % \| \| Народна партія (PP) \| 2,6 % \| 2,7 % \| \| Ініціатива за Каталонію — Зелені (ICV) \| 7,1 % \| 6,3 % \| \| Республіканська лівиця Каталонії (ERC) \| 28,1 % \| 31,5 % \| \| Громадяни — Громадянська партія (C's) \| 0,6 % \| 0 % \| \| Інші \| 1,9 % \| 0,3 % \| |         |         |
| Вибори до Парламенту Каталонії |         |         |
| Рік | 2006 р. | 2003 р. |
| Конвергенція та Єднання (CiU) | 48,1 %  | 48,9 %  |
| Соціалістична партія Каталонії (PSC) | 11,6 %  | 10,2 %  |
| Народна партія (PP) | 2,6 %   | 2,7 %   |
| Ініціатива за Каталонію — Зелені (ICV) | 7,1 %   | 6,3 %   |
| Республіканська лівиця Каталонії (ERC) | 28,1 %  | 31,5 %  |
| Громадяни — Громадянська партія (C's) | 0,6 %   | 0 %     |
| Інші | 1,9 %   | 0,3 %   |

У муніципальних виборах у 2007 р. взяло участь 355 осіб (у 2003 р. — 202 особи). Голоси за політичні сили розподілилися таким чином:
| \| Муніципальні вибори \| Муніципальні вибори \| Муніципальні вибори \| \| Рік \| 2007 р. \| 2003 р. \| \| -------------------------------------- \| ------------------- \| ------------------- \| \| Конвергенція та Єднання (CiU) \| 47,3 % \| 100 % \| \| Соціалістична партія Каталонії (PSC) \| 21,7 % \| 0 % \| \| Народна партія (PP) \| 0 % \| 0 % \| \| Ініціатива за Каталонію — Зелені (ICV) \| 0 % \| 0 % \| \| Республіканська лівиця Каталонії (ERC) \| 31 % \| 0 % \| \| Громадяни — Громадянська партія (C's) \| 0 % \| 0 % \| \| Інші \| 0 % \| 0 % \| |         |         |
| Муніципальні вибори |         |         |
| Рік | 2007 р. | 2003 р. |
| Конвергенція та Єднання (CiU) | 47,3 %  | 100 %   |
| Соціалістична партія Каталонії (PSC) | 21,7 %  | 0 %     |
| Народна партія (PP) | 0 %     | 0 %     |
| Ініціатива за Каталонію — Зелені (ICV) | 0 %     | 0 %     |
| Республіканська лівиця Каталонії (ERC) | 31 %    | 0 %     |
| Громадяни — Громадянська партія (C's) | 0 %     | 0 %     |
| Інші | 0 %     | 0 %     |